# Bactrocera rufula
Bactrocera rufula är en tvåvingeart som först beskrevs av Hardy 1982.  Bactrocera rufula ingår i släktet Bactrocera och familjen borrflugor. Inga underarter finns listade.